# يهود مديناتا

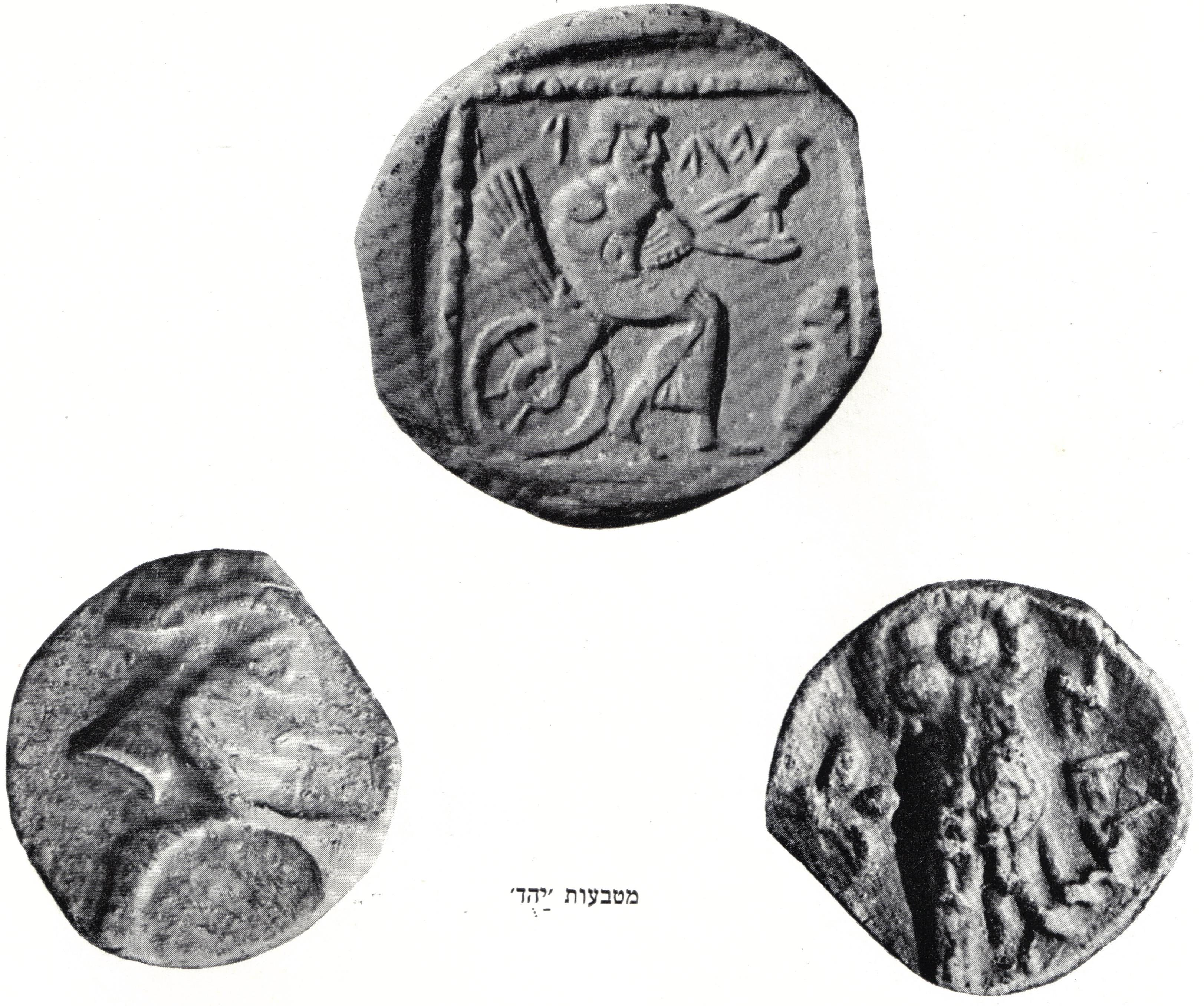
القطع النقدية التي تحمل نقش (ي ه د);أو (ي ه و د) في والكتابة العبرية القديمة، وحرف د مكتوب أبجدية أرامية.

يهود مديناتأ (كتاب سفر عزرا، خمسة، ثمانية; الآرامية/ العبرية: יהוד מדינתא;حرفيا: مقاطعة يهود، مقاطعة يهوذا) أو ببساطة يهود. يهود استقلال (مقاطعة) في يهودا تحت الحكم إمبراطورية فارسية. تشكلت بعد سقوط مملكة يهوذا من قبل إمبراطورية بابلية ثانية، c.587/586 BCE, بعد احتلالها من الساحل الشرقي البحر الأبيض المتوسط. وقد استخدم نفس الاسم لاحقا خلال أخمينيون الإمبراطورية الفارسية تنتهي مع سقوط الامبراطورية في 332 BCE إلى الإسكندر الأكبر. فترة من حوالي 250 سنة

## الكتاب المقدس الموارد
يستند هذا الاسم على ما ورد في الكتاب المقدس:
"יְדִיעַ לֶהֱוֵא לְמַלְכָּא דִּי אֲזַלְנָא לִיהוּד מְדִינְתָּא, לְבֵית אֱלָהָא רַבָּא" (ספר עזרא, ה, ח )

"لِيَكُنْ مَعْلُوماً لَدَى الْمَلِكِ أَنَّنَا ذَهَبْنَا إِلَى بِلاَدِ يَهُوذَا (الآرامية: يهود مديناتأ ) إِلَى بَيْتِ الإِلَهِ الْعَظِيمِ" (كتاب سفر عزرا، خمسة، ثمانية )
كلمة آرامية מדינתא (مديناتأ) أيضا مشابهة لكلمة عبرية מדינה (مديناأ = دولة), الكلمة يظهر في الآية العبرية بشأن الحقبة نفسها:
"וְאֵלֶּה בְּנֵי הַמְּדִינָה הָעֹלִים מִשְּׁבִי הַגּוֹלָה" (ספר עזרא, ב, א )
"وَهَؤُلاَءِ هُمْ بَنُو الْكُورَةِ (العبرية: مديناأ )الصَّاعِدُونَ مِنْ سَبْيِ الْمَسْبِيِّينَ" (كتاب سفر عزرا، اثنان، واحد )
باللغة العربية: مديناأ (מדינה)، يشبه المدينة.
اليهودي من الحكم الذاتي في يهودا إجراء من قبل اليهود الذين تم تعيينهم من قبل الامبراطورية الفارسية. المقاطعة اليهودية التي تعرف أيضا باسم ولاة يهوذا (= الحكومة في في يهودا; سفر نحميا، اثنين، سبعة).
بِلاَدِ يَهُوذَا - كتب في عزرا (5, 8), العائدون صهيون استقروا في المنطقة، وقبائل أخرى من إسرائيل. اسم المقاطعة هو جزء من عملية يشارك فيها كلمة «يهودي» استغرق الجذور، فيما يتعلق يهودا (منطقة):
«انه جاء حناني واحد من اخوتي هو ورجال من يهوذا فسألتهم عن اليهود الذين نجوا الذين بقوا من السبي وعن اورشليم» (نحميا 1, 2).
يهود مديناتأ كان تقسيم إداري الذي صدر القطع النقدية الصغيرة مع الأحرف: "יהֻד"  (ي ه د).